# Macolor
Macolor is een geslacht van straalvinnige vissen uit de familie van de snappers (Lutjanidae), orde baarsachtigen (Perciformes).

## Soorten
- Macolor macularis Fowler, 1931
- Macolor niger (Forsskål, 1775) – Zwarte snapper